# Lancia I.Z.
Панцерник Lancia I.Z. — бронеавтомобіль, що будувався фірмою Ansaldo з Турину на базі вантажівки Lanzia I.Z. для збройних сил Італії.
Виготовлення панцерників розпочали 1915 року і близько 120 Lancia I.Z. взяли участь у боях проти австро-угорського війська, зокрема, другій битві при ріці Ізонцо (червень-серпень 1915), битві при Вітторіо-Венето(жовтень-листопад 1918), наступі на Фіуму (1919). Для подолання дротяних загороджень панцерники мали поздовжні балки. Екіпаж складався з 6 осіб — командира, водія, механіка, трьох кулеметників. Вони були озброєні трьома 6,5 мм кулеметами Fiat-Revelli Mod. 1914 (два у великій башті, третій у меншій башті). Згодом їх замінили на 8 мм кулемети Saint-Etienne mod.1907, а потім зняли малу башту (1918). Бічні бронелисти мали товщину 8 мм, лобові корпусу, башти 12 мм. Привід йшов лише на задні колеса, а запас ходу на шосе становив 435 км.
Вони передавались військам Франко у Іспанії (1936), стояли на озброєнні військ в Північній Африці, Лівії на початок 2-ї світової війни. Останні панцерники воювали на грецьких островах восени 1943 року.